# Shinjuku Green Tower Building
Le Shinjuku Green Tower Building (新宿グリーンタワービル, shinjuku gurīn tawā biru) est un gratte-ciel haut de 110 m situé dans le quartier d'affaires de Nishi Shinjuku à Tokyo.